# José María Socías
José María Socías Humbert (Barcelona, 23 de agosto de 1937 - ibidem, 3 de noviembre de 2008) fue un abogado y político español. Fue Alcalde de Barcelona durante la Transición española, nombrado por el rey Juan Carlos I, y Senador en la Legislatura Constituyente por designación real.

## Trayectoria profesional
Licenciado en Derecho en la Universidad de Barcelona. Abogado. Perteneció al Cuerpo Técnico de Letrados Sindicales. Es diplomado en Administración de Empresas, Estudios de Mercado y Cooperación. Colaborador de Solidaridad Nacional, La Prensa, El Noticiero Universal y de Diario de Barcelona. Presidente Corporación Metropolitana de Barcelona, Vicepresidente de la Feria Oficial Internacional de Muestras de Barcelona y Vicepresidente de la Exposición Universal de Barcelona.
Desempeñó el cargo de secretario sindical comarcal de Terrasa hasta 1965 en que fue designado vicesecretario provincial de Obras Sindicales. En 1966 fue nombrado inspector-asesor provincial de la Organización Sindical barcelonesa. En julio de 1970 fue nombrado Delegado Provincial de la Organización Sindical de Barcelona hasta el 13 de septiembre de 1975.
El 4 de marzo de 1976 es nombrado Secretario General de la Organización Sindical, cargo del que dimitió tras la salida de Rodolfo Martín Villa como Ministro de Relaciones Sindicales, presentando su dimisión un día después ante el ministro Enrique de la Mata. Se mantuvo como Secretario General de la Organización Sindical hasta la llegada de un sustituto que nunca llegaría puesta que el la Organización Sindical se disolvió debido a la legalización de los sindicatos de clases por el Gobierno de Adolfo Suárez.
Estrecho colaborador de Martín Villa durante su época de ministro de Relaciones Sindicales y de gobernador civil de Barcelona, siendo delegado provincial de sindicatos en Barcelona, fue su hombre de confianza en Barcelona durante la transición. Es considerado el arquitecto de la Transición en Barcelona .
Socías fue Alcalde de Barcelona durante la Transición española, nombrado por el Rey Juan Carlos I, después de la muerte del dictador Franco. Fue Senador también por designación Real entre 1977 y 1979, procurador en Cortes franquistas como delegado provincial de la Organización Sindical de Barcelona y a partir de 1976 lo sería como Secretario General de la Organización Sindical.
En 1977 dio la bienvenida a Josep Tarradellas a Barcelona, con el cual había mantenido reuniones en Francia. Antes de su llegada Socías le envió un telegrama para felicitarle por su labor. Junto con Tarradellas y en el balcón del consistorio saludaron a todos los ciudadanos catalanes que habían venido para recibir a su nuevo president cuya frase de Ciutadans de Catalunya ja soc aqui pasaría a la historia.

## Intento de asesinato
Durante el cargo de alcalde de Barcelona la banda terrorista GRAPO intentó asesinarlo, pero debido a la rápida intervención de la guardia urbana al desmantelar la misión se pudo avisar con rapidez a la escolta. Como consecuencia del descubrimiento de la operación de secuestro fueron asesinados, en la Estación de Pubilla Cases, dos miembros de la Guardia Civil.
Antes había sufrido ataques como el sucedido en su despacho profesional el 2 de diciembre de 1972, en el número 42 de la Ronda de San Pedro, en el centro de la Ciudad Condal, en el cual mientras estaba reunido con sus socios y el Grupo de Acción Sindicalista se lanzó un artefacto explosivo hacia la sala de reuniones. Solo hubo daños materiales en la puerta.

## Fallecimiento
Falleció el 3 de noviembre de 2008 por un cáncer de pulmón en el Hospital Universitario Valle de Hebrón de la Ciudad Condal. Se le rindieron honores en el Salón de Ciento del ayuntamiento de Barcelona con la presencia de autoridades, como el Presidente de la Generalidad de Cataluña, José Montilla y el alcalde Jordi Hereu, y amistades, como el ex Vicepresidente del Gobierno Rodolfo Martín Villa o Miquel Roca. SS.MM. Los Reyes de España enviaron un telegrama expresando sus condolencias a los familiares.

## Condecoraciones
Socías está en posesión de:
- Encomienda Sencilla Orden Imperial del Yugo y las Flechas[17] (1967)
- Gran Cruz de la Orden Civil al Mérito Agrícola[18] (1971)
- Medalla de Plata al Mérito Turístico[19] (1972)
- Banda de la Orden Mexicana del Águila Azteca[20] (1977)
- Medalla de la Orden del Mérito Constitucional[21] (1988)
- Creu de Sant Jordi[22] (2008)
- Cruz de Honor de la Guardia Urbana. (2008)

| Predecesor: Joaquín Viola Sauret     | Alcalde de Barcelona 6 de diciembre de 1976 - 2 de enero de 1979                            | Sucesor: Manuel Font i Altaba (en funciones) |
| Predecesor: Manuel Hernández Sánchez | Secretario General de la Organización Sindical 4 de marzo de 1976 - 12 de noviembre de 1976 | Sucesor: ninguno                             |